# Georges Adda
Pour les articles homonymes, voir Adda (homonymie).
Georges Adda (arabe : جورج عدة), né le 22 septembre 1916 à Tunis et mort le 28 septembre 2008 à Tunis,, est un homme politique et syndicaliste tunisien.

## Biographie
Personnage respecté de l'opposition tunisienne de gauche, George Adda se présente lui-même comme un tunisien juif antisioniste,. Cet homme a ainsi apporté son soutien à la libération de la Palestine, proclamant souvent son appui aux droits du « peuple palestinien martyr ». Il s'est battu pour « les libertés et la démocratie et les droits de l'homme, pour la défense des causes justes et en Tunisie et dans le monde ». Il s'engage également dans la défense des travailleurs au sein de l'Union générale tunisienne du travail.

Membre dès 1934 du Parti communiste tunisien (PCT), il fait partie du groupe qui continue la lutte clandestine après l'arrestation des dirigeants destouriens et communistes, en septembre de la même année. Il est emprisonné à son tour de septembre 1935 à avril 1936. Une fois sorti, il est nommé le 1er juin 1936 comme secrétaire général adjoint du parti et responsable de la Jeunesse communiste à l'occasion de la conférence nationale du PCT. En avril 1940, il est placé en résidence surveillée à Zaghouan puis Béja où il reste jusqu'au 13 novembre 1943 avant de rejoindre l'Algérie. À nouveau arrêté en 1952 avec les dirigeants destouriens et communistes, il est éloigné dans le Sud tunisien et n'est libéré qu'en 1955. Il écrira à propos de cette période : 
« Pour la libération de mon pays, j'ai connu les prisons, les camps de concentration et les déportations des colonialistes français. »
Membre de la direction du PCT jusqu'en 1957, il reste pendant plusieurs années un membre important de la direction du parti et le directeur de son hebdomadaire en langue française, L'Avenir de la Tunisie. Après l'indépendance, il continue à jouer un rôle en tant que militant mais sans avoir de responsabilité officielle au sein du parti. Il reste présent par ses prises de positions, ses articles de presse et ses participations aux mouvements démocratiques et syndicaux.
George Adda est le père de Serge Adda, ancien président de TV5 Monde. Mort à la suite d'un arrêt cardiaque, ses funérailles ont lieu le 30 septembre 2008 au cimetière du Borgel où repose son épouse Gladys.